# Zafer Özgültekın
Zafer Özgültekin (Kangal, 10 de março de 1975) é um ex-futebolista turco que atuava como goleiro. Atuou toda sua carreira em times da Turquia, tendo destaque no  Ankaragücü . Zafer esteve no plantel da Copa do Mundo de 2002 sendo o terceiro goleiro.

## Títulos
Seleção Turca
- Copa do Mundo de Futebol de 2002: 3º Lugar